# Yaroslav Hrytsak
Yaroslav Hrytsak (Ярослав Грицак; nacido el 1 de enero de 1960) es un historiador ucraniano, doctor en Ciencias Históricas y profesor de la Universidad Católica Ucraniana. También es director del Instituto de Estudios Históricos de la Universidad Nacional Iván Frankó de Lviv. 
Es redactor jefe de la revista académica Ucrania Moderna y miembro del consejo editorial de las revistas Ab Imperio, Krýtyka, y Slavic Review, y miembro del consejo de supervisión del Harvard Ukrainian Studies. 
Es profesor honorario de la Universidad Nacional de Kiev-Academia Mohyla. Fue profesor invitado (1996-2009) en la Universidad Centroeuropea de Budapest y Vicepresidente Primero (1999-2005) de la Asociación Internacional de Ucranianos.   

## Educación
Se doctoró en 1987 en la Universidad de Lviv. Hrytsak obtuvo la habilitación en 1996. Desde 1992, es director del Instituto de Investigaciones Históricas de la Universidad Nacional Iván Frankó de Lviv.
En 1998, ganó un premio de "Przegląd Wschodni" al mejor libro extranjero sobre Europa del Este. Por su libro sobre Iván Frankó ganó el Premio Antonóvych (2007) y el "Mejor Libro de Ucrania" de la destacada revista ucraniana Korespondent (Кореспондент, 2007). También fue condecorado con la Orden al Valor Intelectual en 2010 y el Premio Jerzy Giedroyc (fundado por la Universidad Maria Curie-Skłodowska) en 2014.

## Libros
- El espíritu que se mueve a la batalla... Un retrato político de Iván Frankó (1856-1916) (Lviv, 1990, en ucraniano)
- Ensayos de historia ucraniana: Making of Modern Ukrainian Nation (Kiev, 1996, en ucraniano) (traducción al polaco: Historia Ukrainy 1772-1999. Narodziny nowoczesnego narodu)
- Ucrania: La forja de una nación, 2024